# Fabryka Samochodów Osobowych
Fabryka Samochodów Osobowych (kurz FSO, deutsch Fabrik für Personenwagen) ist ein ehemaliger polnischer Automobilhersteller und heutiger Kapitalbeteiligter mit Sitz in Warschau.

## Geschichte

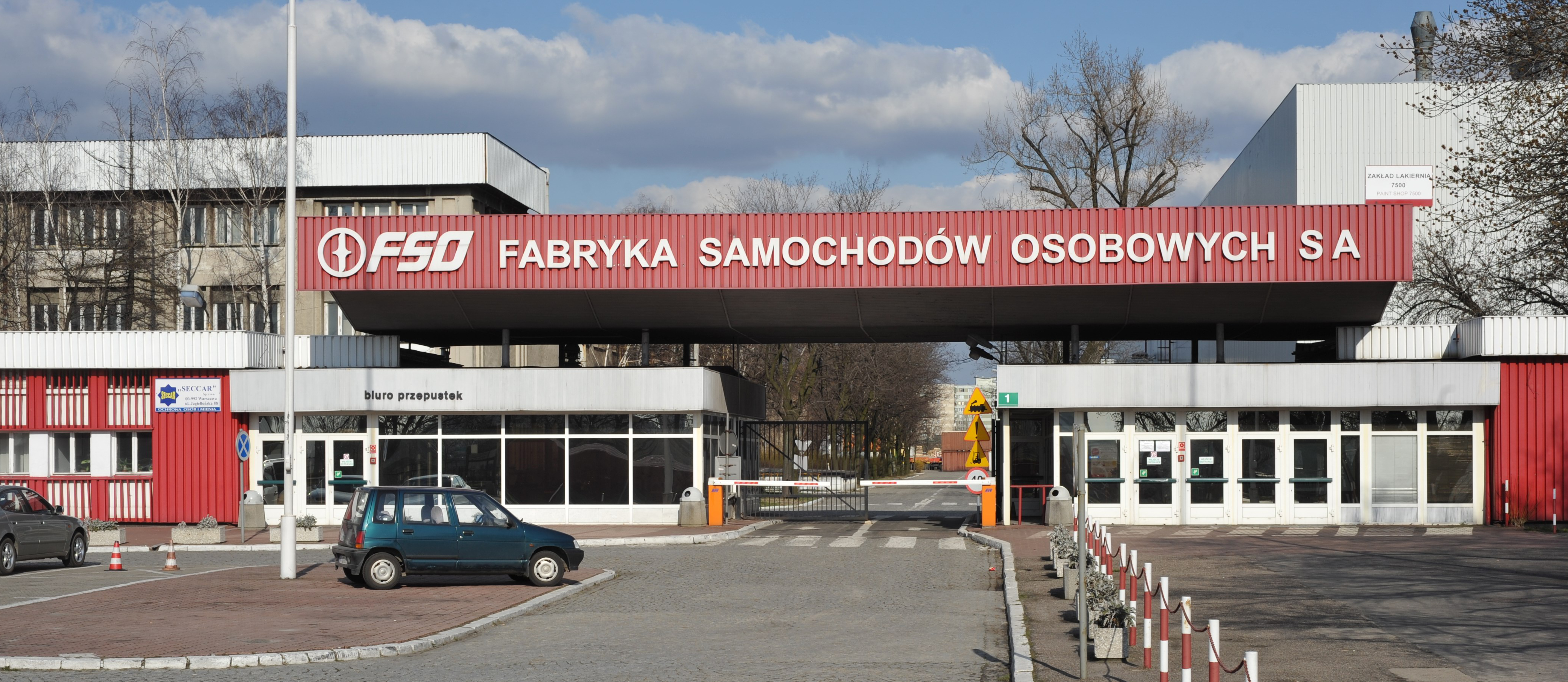
Werkseingang bei FSO in Warschau (2008)

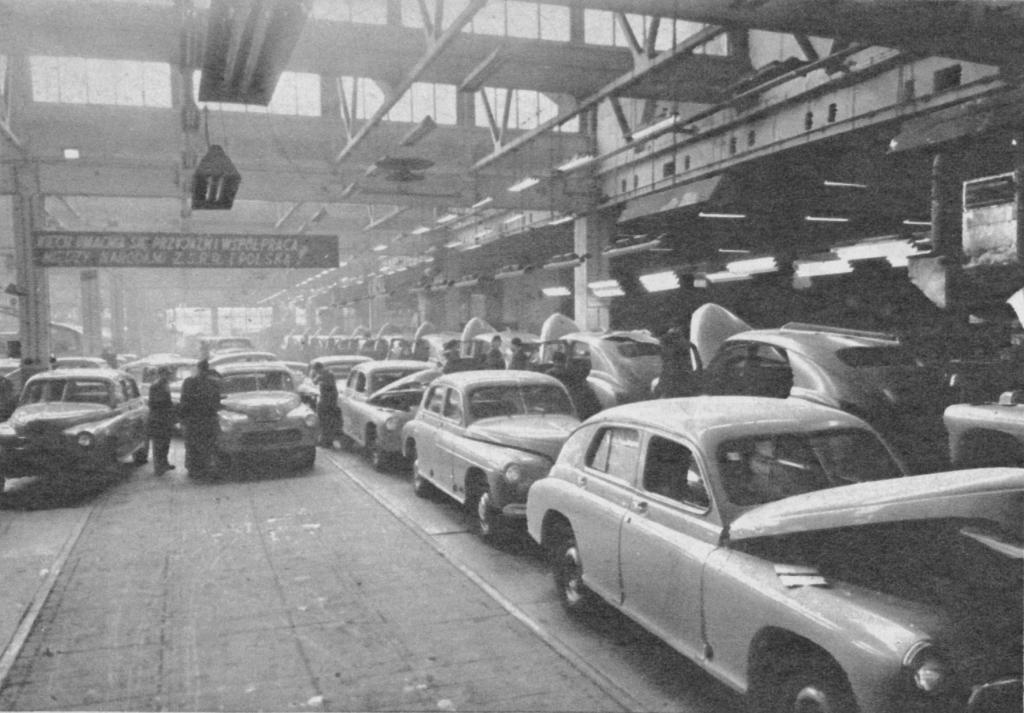
Montage des FSO Warszawa (1952)

### Die Anfänge mitWarszawaundSyrena
Um in Polen nach dem Zweiten Weltkrieg eine Automobilproduktion aufzubauen, wurde im August 1948 in Warschau die Fabrik für Personenwagen, polnisch Fabryka Samochodów Osobowych (FSO), gegründet. Zur Lizenzfertigung eines damals noch in der Entwicklung befindlichen Personenwagens der Marke Fiat (des späteren Fiat 1400) wurde im Juli 1948 ein Vertrag mit dem gleichnamigen italienischen Automobilhersteller geschlossen, zu dem bereits vor dem Krieg gute Beziehungen bestanden hatten. Die dazu notwendige Fabrik wurde ab Mai 1949 von der polnischen Regierung im nördlichen Warschauer Stadtteil Żerań im Stadtbezirk Białołęka am Ostufer der Weichsel gebaut. Aufgrund der schwierigen politischen Verhältnisse in der unmittelbaren Nachkriegszeit kam es jedoch nicht zur geplanten Zusammenarbeit mit Fiat. Vielmehr sollte nun auf Drängen der sowjetischen Regierung, unter deren politischer Kontrolle die 1944 ausgerufene Volksrepublik Polen stand, der sowjetische Personenwagen GAZ-M20 Pobeda für den polnischen Inlandsmarkt in Lizenz gefertigt werden. Im November 1951 begann die Produktion des Fahrzeuges, das in Polen als FSO Warszawa vermarktet wurde.
Zunächst fand in der FSO eine reine Montage von Teilen aus dem sowjetischen Werk in Gorki statt, doch wurden ab September 1953 die Ottomotoren in Polen gefertigt und nach und nach bis zum Ende des Jahres 1956 auch die Produktion der anderen Teile übernommen.
Ab 1953 arbeitete eine eigene Entwicklergruppe der FSO an der Entwicklung eines kleineren Personenwagens. Dieser wurde 1957 unter dem Modellnamen Syrena präsentiert und war ein vollständig von FSO in Eigenregie entwickeltes Fahrzeug. Ausnahme waren einige Modelle, die mit importierten Wartburg-1000-Motoren aus dem Automobilwerk Eisenach ausgerüstet wurden. Die Fertigung des Syrena wurde 1972 an die Fabrik für Kleinhubraumfahrzeuge, polnisch Fabryka Samochodów Małolitrażowych (FSM), in Tychy abgegeben.

### Die Ära desPolski Fiatund desPolonez

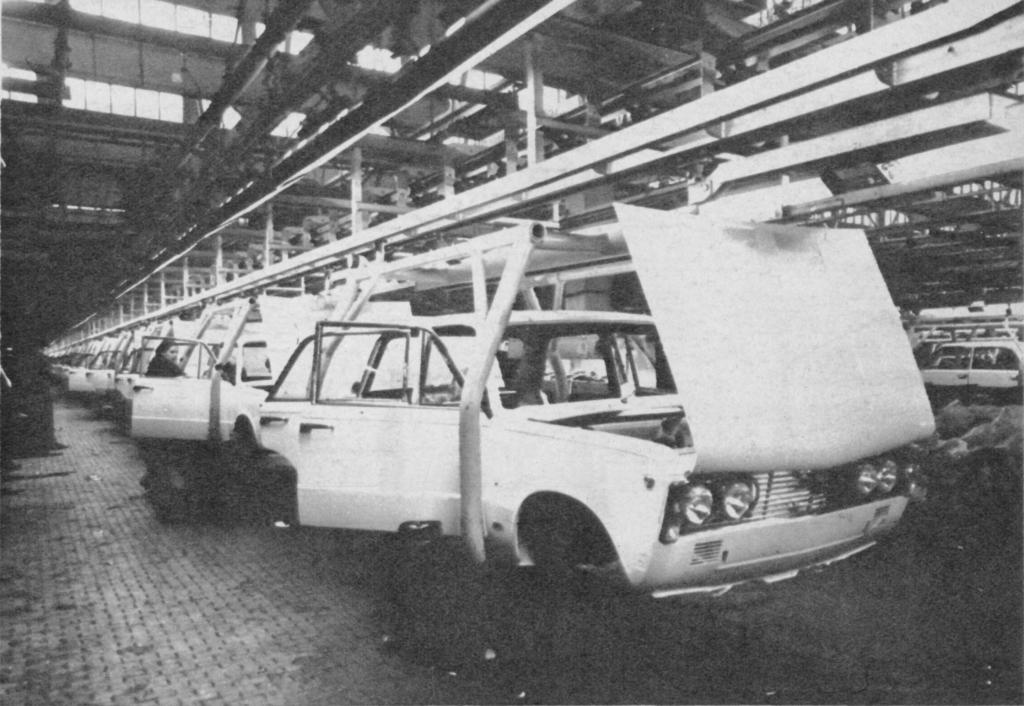
Montage des Polski Fiat 125p (1974)

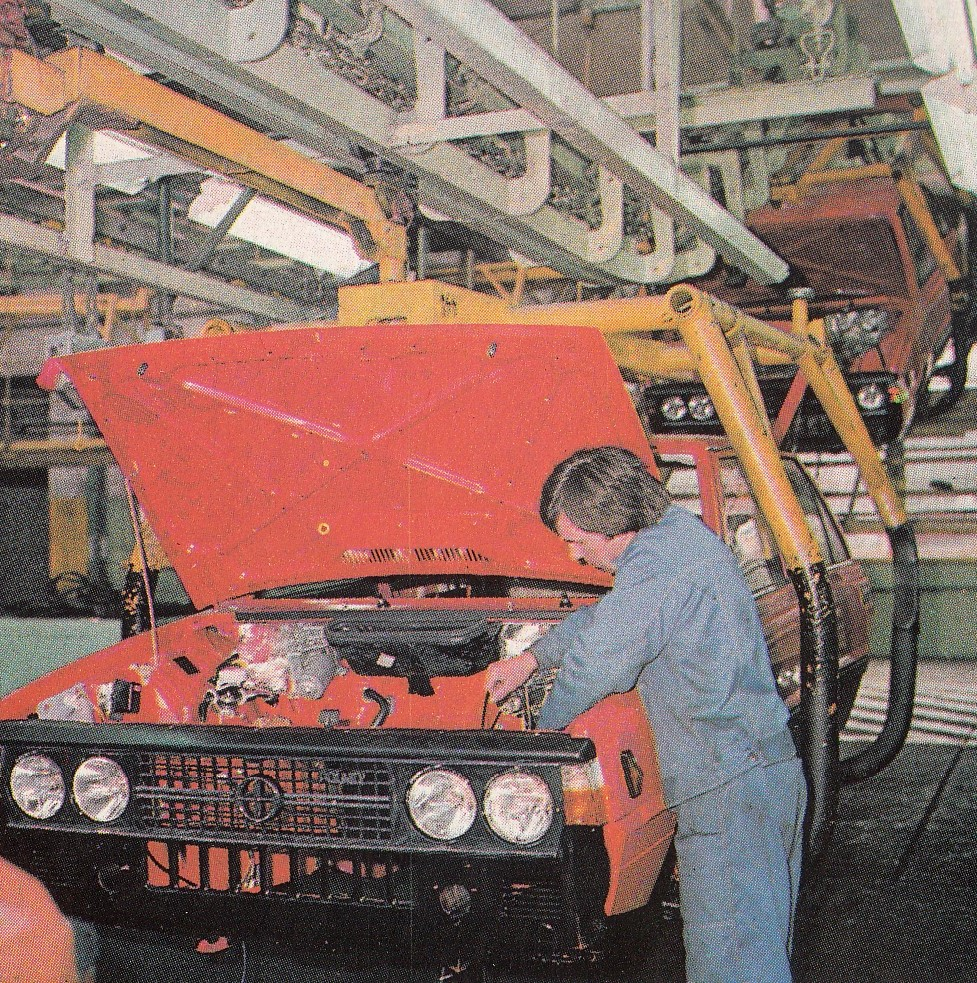
Montage des FSO Polonez (1978)

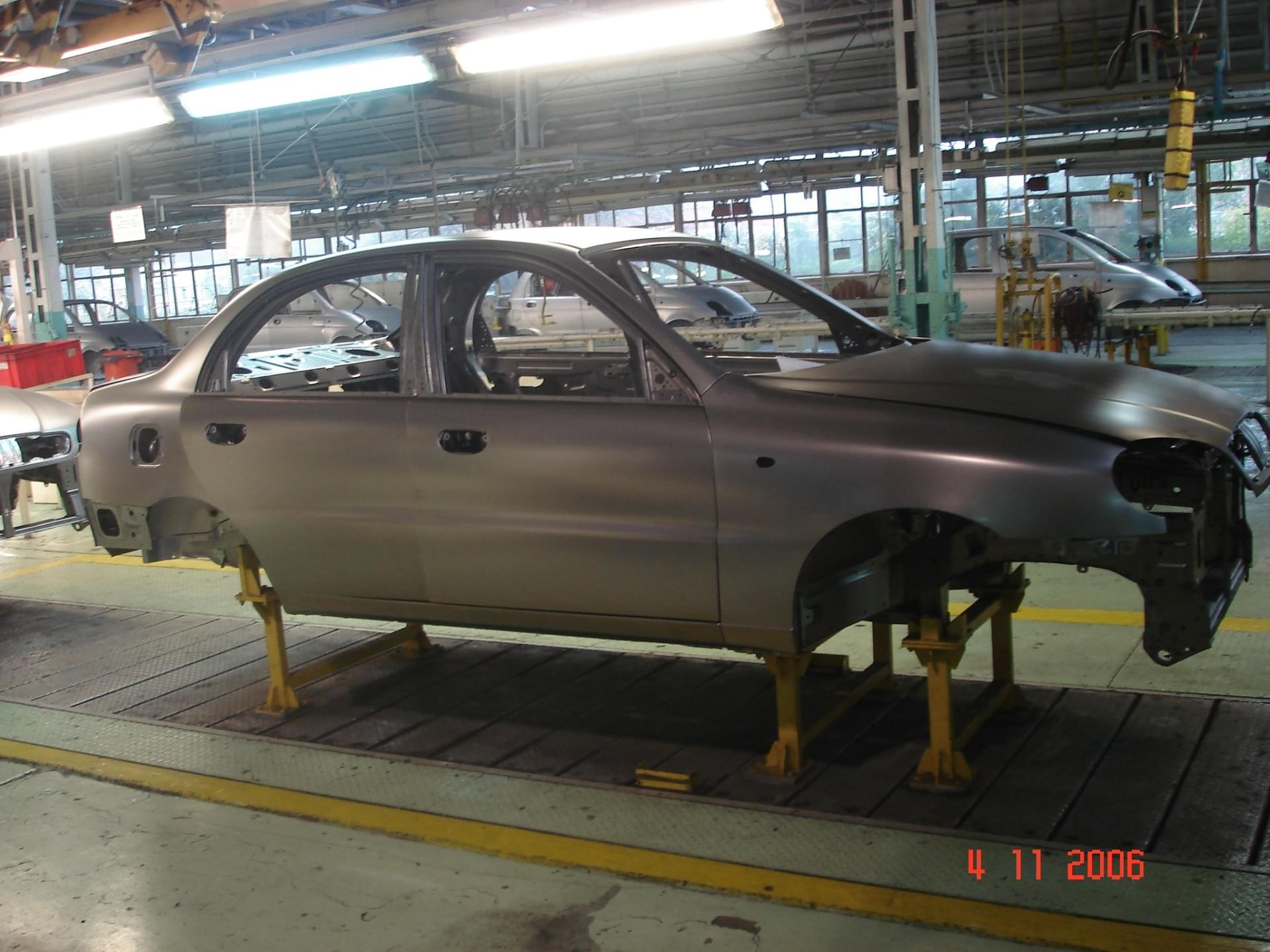
Montage des FSO Lanos und FSO Matiz (2006)

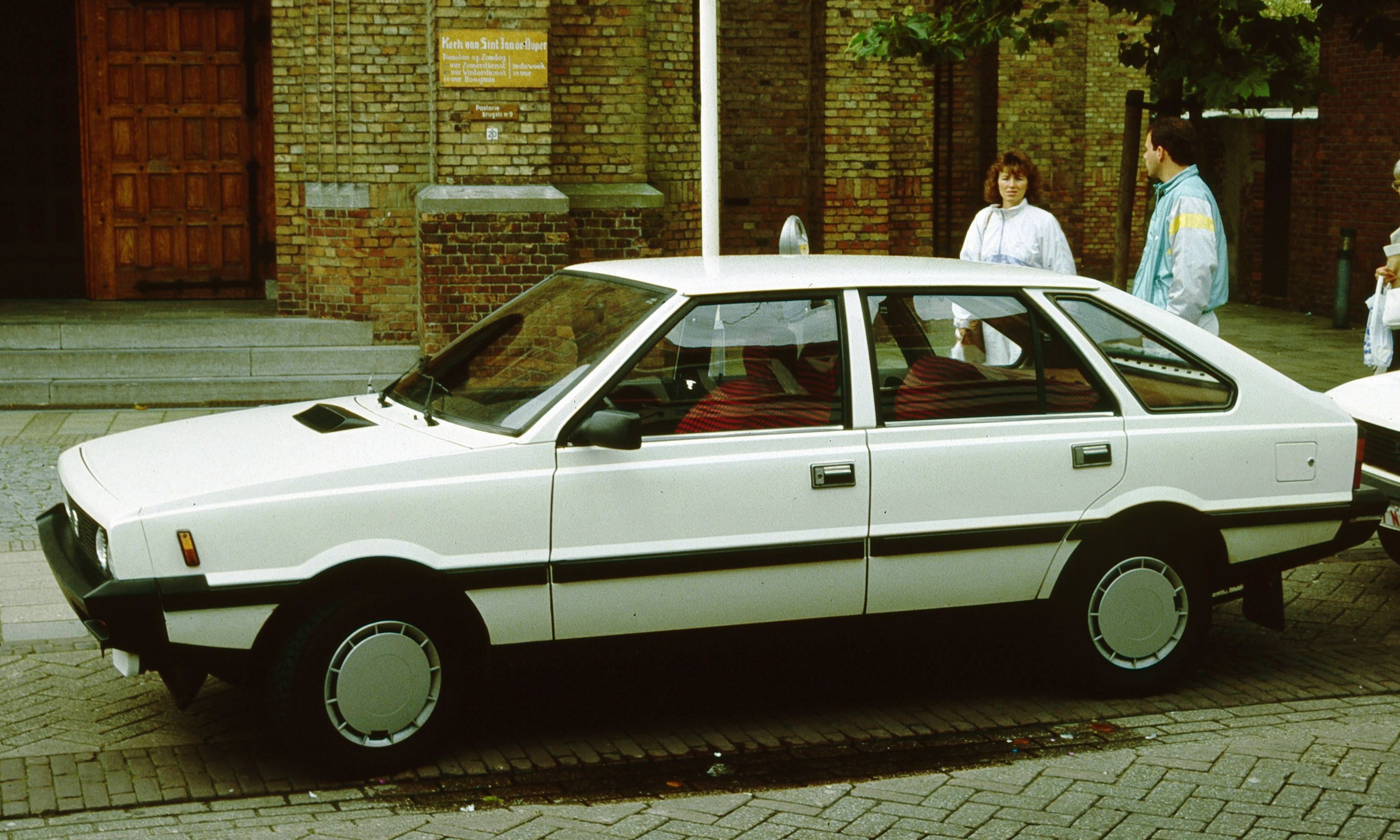
Ein FSO Polonez im niederländischen Utrecht (1989)

Im Dezember 1965 unterzeichnete die polnische Regierung Lizenzverträge mit dem italienischen Automobilhersteller Fiat, um ausgewählte Modelle in Polen unter dem Namen Polski Fiat herzustellen. Insbesondere sollte ein Fahrzeug auf Basis des damals gerade in der Entwicklung befindlichen Fiat 125 von FSO gebaut werden, um den veralteten Warszawa zu ersetzen. Daraus entstand der Polski Fiat 125p, eine vereinfachte Fiat-125-Karosserie mit Antrieb und Fahrwerk des Fiat 1300 und des Fiat 1500. Fiat gab die fast neue Fertigungsstraße für den Motor des 1500 an FSO ab, denn er war auf westlichen Märkten obsolet und durch den modernen Lampredi-Motor ersetzt worden. Die Fahrzeuge wurden als Polski Fiat 125p und ab 1983, nachdem die Lizenzvereinbarung ausgelaufen war, als FSO 125p und FSO 1300 oder FSO 1500 exportiert. Es gab auch Kombi- und Pick-up-Versionen. Der Warszawa wurde parallel dazu bis 1973 gebaut.
Von 1973 bis zum Anfang der 1980er-Jahre wurden bei FSO auch andere Fiat-Modelle (Fiat 127, Fiat 128 als Dreitürer „3P“, Fiat 131, Fiat 132) gebaut, dabei handelte es sich allerdings weitgehend um Montagen mit geringem Anteil polnischer Zulieferungen. Außerdem gab es unter der Bezeichnung Zastava 1100 p die im damaligen Jugoslawien als Zastava 101 gebaute Schrägheckvariante des Fiat 128. Von dieser sollten 1975 die ersten 1000 Stück gebaut werden, für 1976 waren 5000 und für 1977 dann 10 000 Einheiten geplant.
Im Mai 1978 wurde der Polonez als neues Modell von FSO vorgestellt. Dies war eine viertürige Kombilimousine mit Heckklappe. Für Fahrwerk und Antriebsstrang nutzte FSO die Komponenten des FSO 1500. Die Karosserie glich der einer auf besseren Fußgängerschutz ausgelegten Studie auf Basis des Fiat 125. Der Polonez wurde unter dem eigenen Markennamen FSO in viele Länder exportiert. Ursprünglich sollte er alle Varianten des Modells FSO 1500 ersetzen. Dessen Produktion wurde jedoch bis 1991 fortgesetzt, wobei beide Modelle in dieser Zeit mehrfach überarbeitet wurden.

### Unter Daewoo

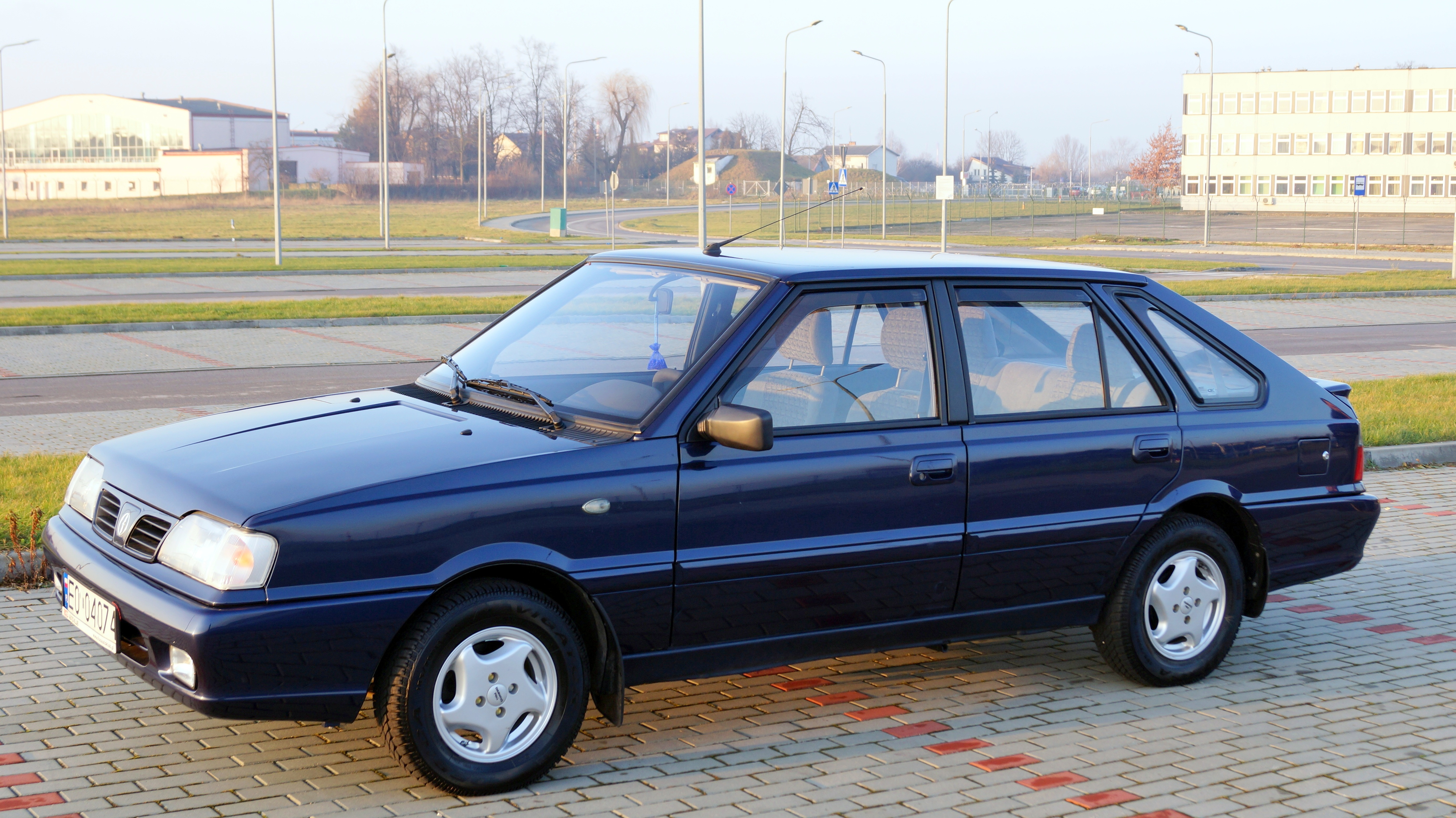
Das letzte selbst entwickelte Fahrzeug, der Daewoo-FSO Polonez Caro Plus (2001)

Nach dem Systemwechsel von 1989 wollte die polnische Regierung FSO privatisieren und suchte einen geeigneten Partner unter den internationalen Automobilherstellern. Trotz vieler Versuche und Verhandlungen fand man viele Jahre lang keinen Interessenten. Die erste konstruktive Kooperation begann 1994 mit der Unterzeichnung eines Vertrages mit General Motors (GM) über die Montage des Opel Astra in Żerań. Trotzdem wurde FSO im Folgejahr praktisch an den südkoreanischen Automobilhersteller Daewoo verkauft, der zu dieser Zeit noch unabhängig war und mit GM konkurrierte. Die Gesellschaft wurde in Daewoo-FSO umbenannt.
Zu Beginn montierte Daewoo-FSO in Żerań die Modelle Daewoo Nexia und Daewoo Espero. 1997 begann die Montage und schließlich komplette Fertigung des Daewoo Lanos. 1999 folgte der Daewoo Matiz. Auch andere Daewoo-Modelle dieser Zeit wurden in Polen für den europäischen Markt montiert. Die Herstellung des Polonez behielt man bei; die Modelle wurden modernisiert und neue Karosserievarianten eingeführt. Wegen der sinkenden Nachfrage stellte man 2002 die Produktion Polonez jedoch komplett ein.
Zwischenzeitlich entschied sich GM, eine eigene Fertigung in Gliwice im Süden Polens aufzubauen, wo seit 1998 der Opel Astra hergestellt wird. Daewoo-FSO übernahm zwischenzeitlich die Montage des Opel Vectra für den polnischen Markt.

### Letzte Jahre als Automobilhersteller
2000 meldete der südkoreanische Mutterkonzern Daewoo Insolvenz an, was zu einer akuten Verschlechterung der Lage in Żerań führte. Daewoo selbst wurde von GM und seinen asiatischen Partnern übernommen, jedoch waren die überseeischen Aktivitäten nicht Gegenstand der Verhandlungen.
In langen Verhandlungen erreichte die polnische Regierung, dass FSO die Daewoo-Modelle Lanos und Matiz bis 2007 weiter unter der Eigenmarke FSO herstellen und vertreiben durfte. FSO fehlten allerdings die Mittel für weitere notwendige Modellpflegemaßnahmen, was die Verkaufszahlen vor allem auf dem heimischen Markt in Polen stark sinken ließ. Erfolgreich war FSO mit beiden Fahrzeugen hingegen auf dem ukrainischen Markt, wo sie, von AwtoSAS montiert, große Popularität erlangten.
2004 kehrte FSO offiziell zum ursprünglichen Unternehmensnamen zurück. Die polnische Regierung suchte erneut nach einem strategischen Partner für FSO, jedoch zeigte kein größerer Automobilhersteller Interesse an dem Unternehmen und seinen Werkseinrichtungen. Schließlich nahm FSO Verhandlungen mit der britischen MG Rover Group auf, in deren Verlauf der britische Hersteller zunehmend selbst in Schwierigkeiten kam und nach Kooperationspartnern in China suchte. Die MG Rover Group meldete 2005 Insolvenz an, was für FSO sämtliche mit den Briten verbundenen Hoffnungen zunichtemachte. Im selben Jahr schloss FSO eine Zusammenarbeit mit dem ukrainischen Automobilhersteller UkrAWTO, in deren Folge die Ukrainer zu Mehrheitseignern von FSO wurden.
Im September 2007 gab GM bekannt, für 255 Millionen US-Dollar 40 Prozent an FSO zu übernehmen und in ein Joint Venture unter dem Namen GM FSO einzubringen. Gemeinsam mit UkrAWTO wurde in Warschau ab November 2007 der Chevrolet Aveo gefertigt. Im Februar 2011 waren über 100.000 Fahrzeuge des Modells Aveo bei FSO vom Band gelaufen. Im selben Monat lief die Lizenz aus und es kam zu keiner Verlängerung. Aus Mangel an Aufträgen wurde die Werksbelegschaft bis Oktober 2011 entlassen und ein Großteil der Maschinen, Anlagen und Werkzeuge versteigert.

### Gegenwärtige Situation
Zu Spitzenzeiten beschäftigte FSO in seinem Werk über 25.000 Personen. Nach dem Abbruch der Tätigkeiten als Automobilhersteller konzentriert sich FSO mittlerweile auf seine Kapitalbeteiligungen. Hierzu zählen mehrere Joint Ventures mit Automobilzulieferern und Komponentenproduzenten sowie Beteiligungen an Dienstleistungsunternehmen aus dem Automotivebereich. Die unternehmenseigenen Liegenschaften werden größtenteils an andere Automobilhersteller vermietet. Beschäftigt sind bei FSO gegenwärtig 1.380 Personen.

## Zeitleiste

### Studien

FSO Syrena Sport

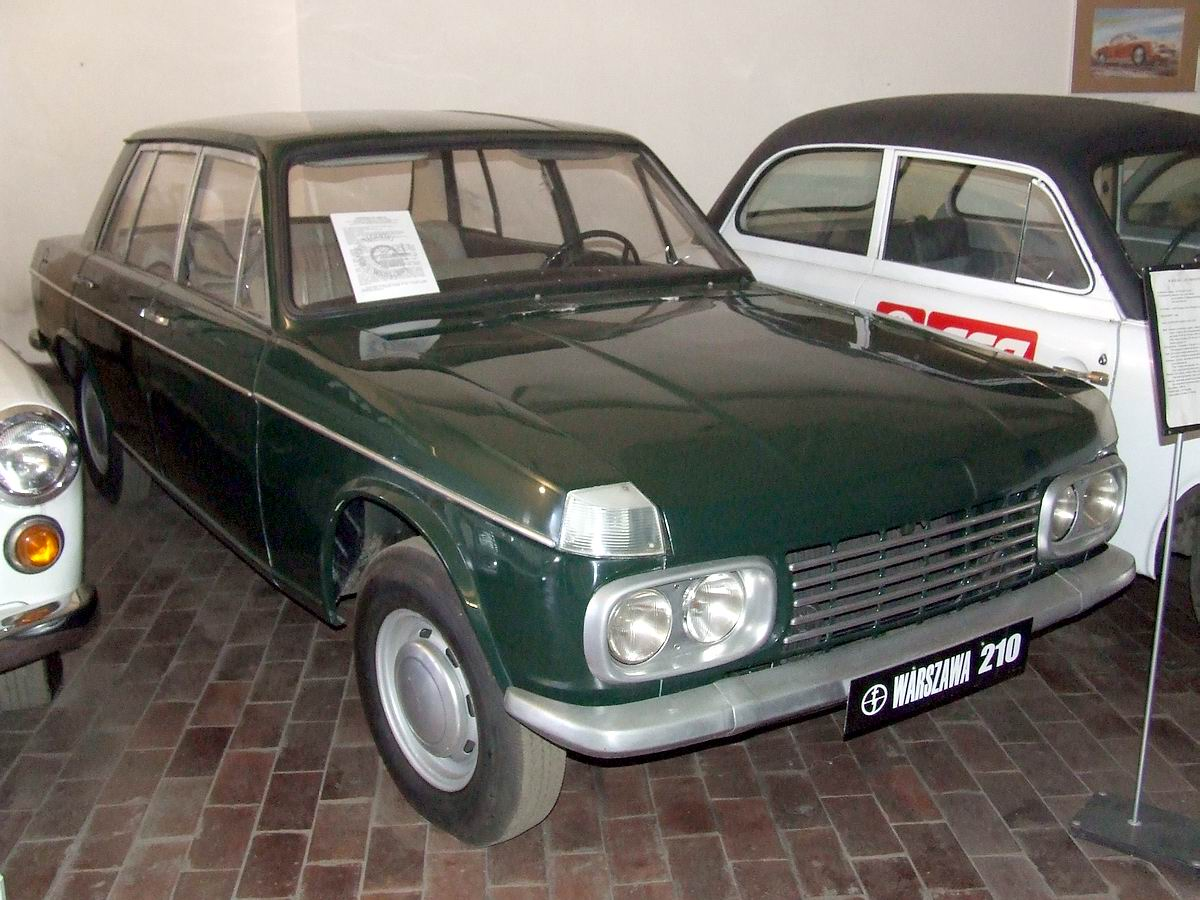
FSO Warszawa 210

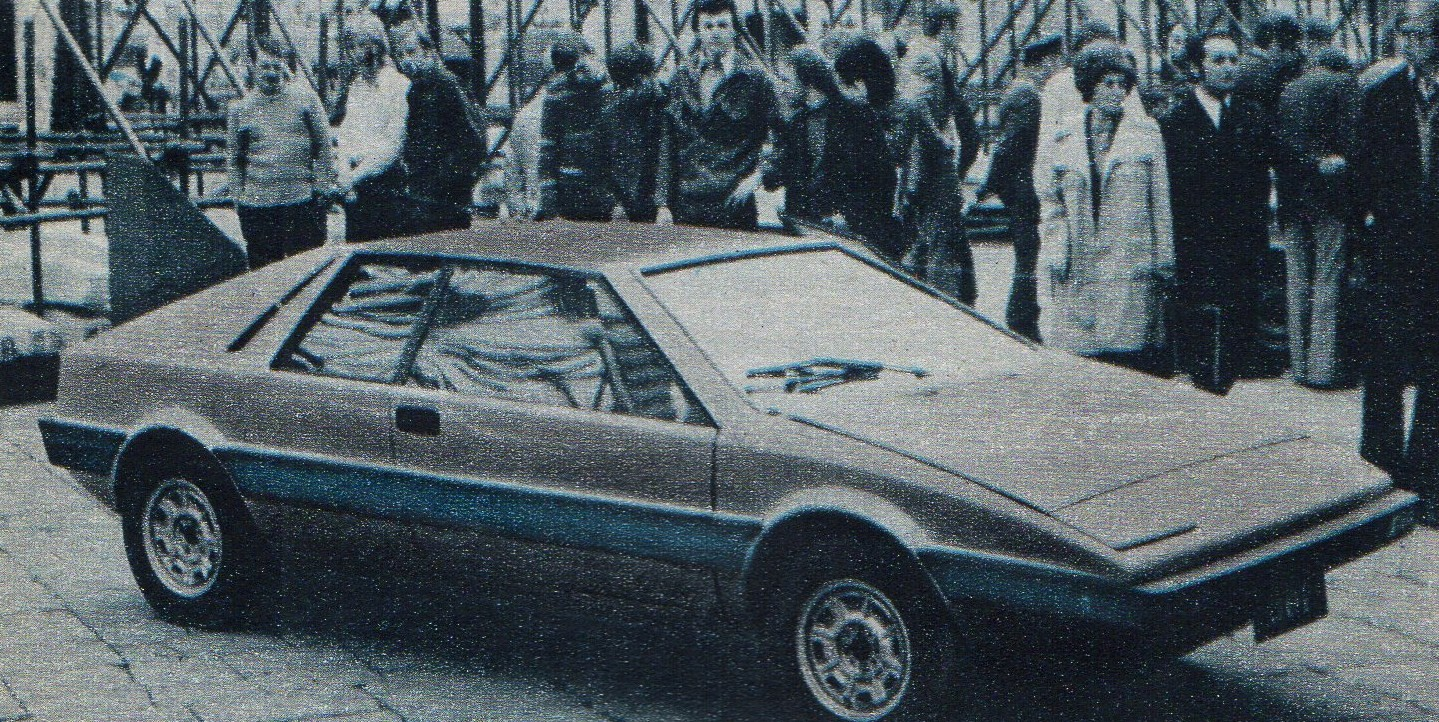
FSO 1300 Coupé

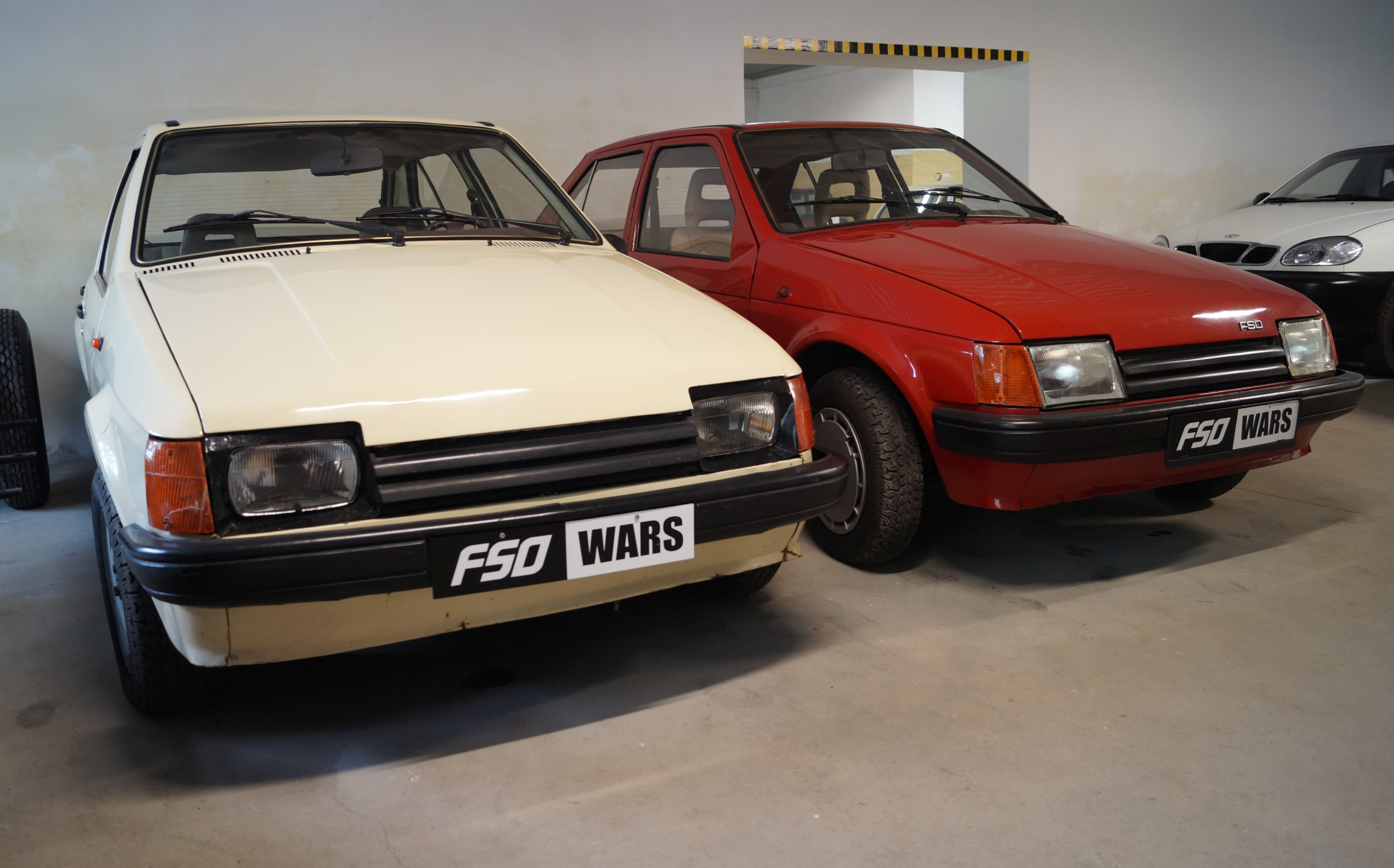
FSO Wars

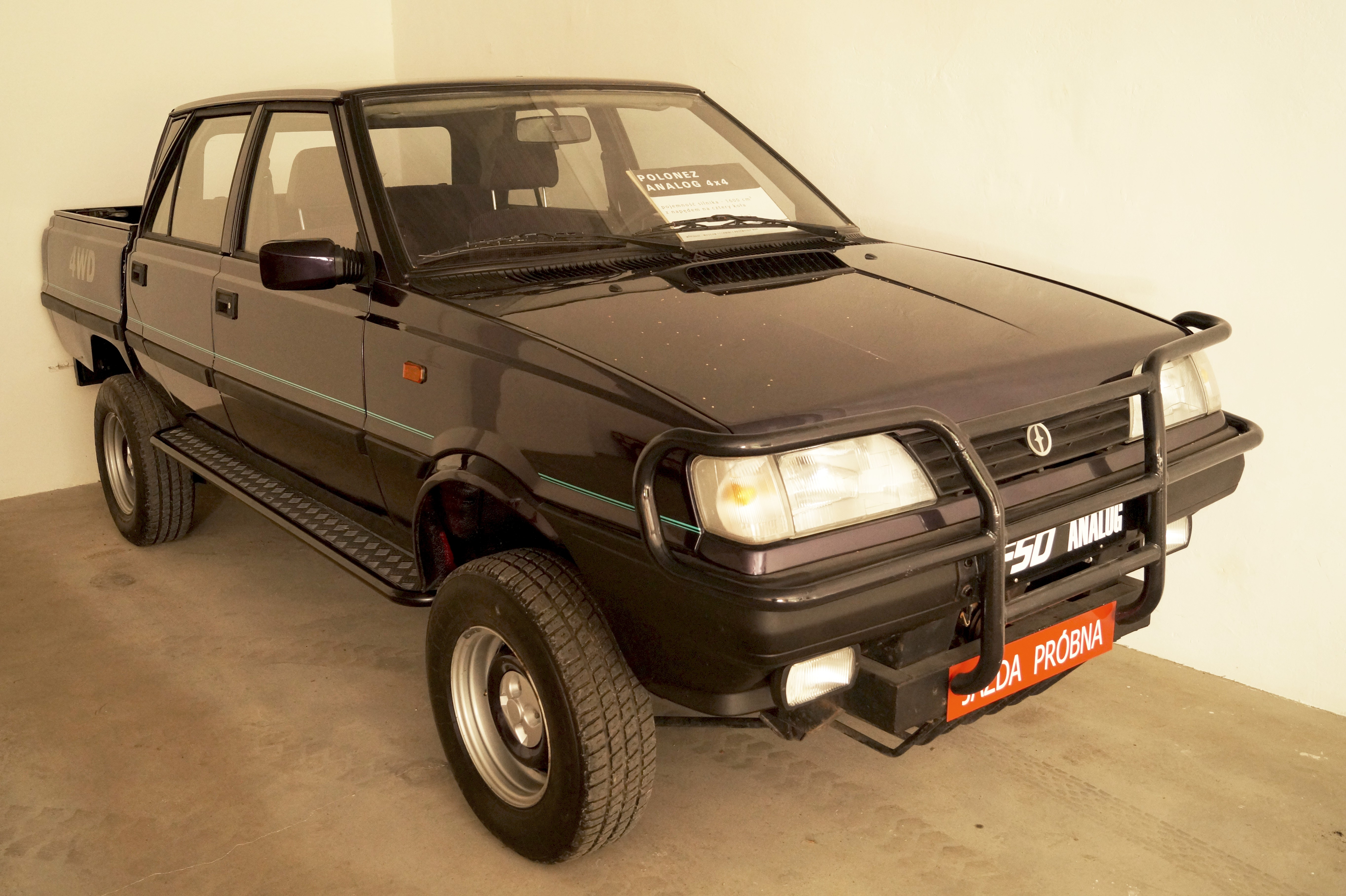
FSO Polonez Analog

- 1960
  - FSO Syrena Sport
- 1964
  - FSO Warszawa 210
- 1965
  - FSO Syrena 110
- 1971
  - FSO Polski Fiat 125p Coupé
- 1974
  - FSO 1300 Coupé
- 1977
  - FSO Ogar
- 1985
  - FSO Wars
- 1994
  - FSO Polonez Analog